# Вудсток (птица)
Вудсток је измишљени лик жуте птичице која припада Снупију, имагинарном лику из серије стрипова Peanuts, тј. цртаних филмова Чарли Браун и Снупи шоу.
Осмислио га је Чарлс М. Шулц.
Од 60-их година често се појављује птица (или више њих) која лежи или седи на крову Снупијеве кућице, игра карте или тенис и сл.
У цртаном филму Bon Voyage, Charlie Brown, and dont't come back! (1980) који говори о путовању Чарлијевог друштва у Француску, Вудсток често показује љутњу на Снупија који ради или поседује једноставно оно што Вудсток не подноси.
У Race For You Life, Charlie Brown (1977) Вудсток побеђује у трци живота, али кад је у олуји изгубио свог „власника“, Снупија, јасно показује велику тугу.
Појавио се у стрипу први пут 60-их година.
Године 1967. код Снупија долази Вудсток, али он још нема име. Добија га након великог рок фестивала одржаног у августу 1969. године.
Када је говорио, глас му је позајмљивао Бил Меландез који је посуђивао глас и Снупију.